# Погачич, Владимир
Влади́мир Пога́чич (серб. Владимир Погачић, хорв. Vladimir Pogačić; 23 сентября 1919, Карловац, Королевство Сербов, Хорватов и Словенцев, ныне Хорватия — 13 сентября 1999, Белград, Сербия) — сербский и хорватский режиссёр, сценарист и актёр.

## Биография
Окончил философский факультет Загребского университета и режиссёрский факультет Высшей киношколы в Белграде. Основатель, режиссёр и актёр Студенческого театра в Загребе. После войны работал на радио. С 1947 года — на киностудии «Звезда-фильм» (Белград). В 1958—1959 годах — главный редактор журнала «Кино сегодня». В 1954—1981 годах — директор Югославской кинотеки (Белград). Возглавлял Международную федерацию киноархивов. Экранизировал произведения классиков югославской литературы.

## Избранная фильмография

### Режиссёр
- 1949 — Рассказ о фабрике / Prica o fabrici
- 1951 — Последний день / Poslednji dan
- 1953 — В бурю / Nevjera (по мелодраме Иво Войновича «Равноденствие»)
- 1954 — Аникины времена прошли / Anikina vremena (по Иво Андричу)
- 1955 — Взгляд на Югославию / Jedan pogled na Jugoslaviju (д/ф)
- 1956 — Большой и маленький / Veliki i mali
- 1957 — В субботу вечером / Subotom uvece
- 1957 — Никола Тесла / Nikola Tesla (д/ф)
- 1959 — Трещина в раю / Pukotina raja
- 1959 — Один / Sam
- 1961 — Каролина Риекская / Karolina Rijecka
- 1963 — Человек с фотографии / Covjek sa fotografije

### Сценарист
- 1949 — Рассказ о фабрике / Prica o fabrici
- 1954 — Аникины времена прошли / Anikina vremena
- 1959 — Трещина в раю / Pukotina raja
- 1959 — Один / Sam

### Актёр
- 1949 — Рассказ о фабрике / Prica o fabrici — исследователь
- 1955 — Миллионы на острове / Milioni na otoku — инспектор

## Награды
- 1953 — номинация на «Золотую пальмовую ветвь» 6-го Каннского кинофестиваля («Буря»)
- 1957 — номинация на «Хрустальный глобус» Х Кинофестиваля в Карловых Варах («Большой и маленький»)
- 1957 — приз лучшему режиссёру Х Кинофестиваля в Карловых Варах («Большой и маленький»)